# Tcholmanvissiidae
Famille
Les Tcholmanvissiidae constituent une famille fossile de titanoptères.
Les espèces de cette famille datent du Permien.

## Classification
Selon Orthoptera Species File (21 juin 2018) :
- † Pinegia Martynov, 1928
- † Tcholmanvissia Zalessky, 1929

## Publication originale
- Zalessky, 1934 : Sur deux représentants permiens nouveaux de l'ordre des Protorthoptères. Annales de la Société Entomologique de France, vol. 103, p. 149-158.